# مل‌ویل بیچ
مل‌ویل بیچ (به انگلیسی: Melville Beach) یک منطقهٔ مسکونی در کانادا است که در ساسکاچوان واقع شده‌است. مل‌ویل بیچ ۰٫۱۵ کیلومتر مربع مساحت و ۱۶ نفر جمعیت دارد.